# Strausberg (stacja kolejowa)
Strausberg – stacja kolejowa w Strausberg, w kraju związkowym Brandenburgia, w Niemczech. Znajdują się tu 2 perony.